# Elect the Dead Symphony
Elect the Dead Symphony je prvi album uživo Serja Tankiana, pjevača sastava System of a Down, objavljen 9. ožujka 2010.
Snimljen je s Aucklandskim filharmonijskim orkestrom u ožujku 2009. Većina pjesama je s njegovog debitantskog studijskog albuma Elect the Dead, uz dvije dotad neobjavljene pjesme "Gate 21" i "The Charade".

## Popis pjesama
| 1.    | »Feed Us«          | 7:29 |
| 2.    | »Blue«             | 3:15 |
| 3.    | »Sky Is Over«      | 3:09 |
| 4.    | »Lie Lie Lie«      | 3:58 |
| 5.    | »Money«            | 3:29 |
| 6.    | »Baby«             | 3:41 |
| 7.    | »Gate 21«          | 2:49 |
| 8.    | »The Charade«      | 4:30 |
| 9.    | »Honking Antelope« | 3:49 |
| 10.   | »Saving Us«        | 4:55 |
| 11.   | »Elect the Dead«   | 3:08 |
| 12.   | »Falling Stars«    | 3:24 |
| 13.   | »Beethoven's Cunt« | 3:29 |
| 14.   | »Empty Walls«      | 3:57 |
| 55:02 |                    |      |